# ジェイムス・コナント
ジェイムス・ブライアント・コナント (英語: James Bryant Conant 、1893年3月26日 - 1978年2月11日) は、アメリカ合衆国の化学者、教育者、科学行政官、外交官。ジェームス・コナント、ジェイムズ・コナント、ジェームズ・コナントなどともカタカナ表記される。

## 経歴
マサチューセッツ州ボストン市ドーチェスター地区(Dorchester, Massachusetts）生まれ。ハーバード大学で化学を専攻、1917年博士号を取得した。1917年-1918年、アメリカ陸軍で毒ガスなど化学兵器関係の業務に従事。第一次世界大戦後ハーバード大学に赴任し、1919年から助教授、1928年から教授、1933年-1953年学長を歴任した。1941年-1946年、アメリカ国防研究委員会(NDRC)委員長を務め、科学研究開発局長ヴァネヴァー・ブッシュに協力。マンハッタン計画では政策決定過程に関与した。
1953年-1955年、対占領ドイツ高等弁務官、1955年-1957年、在西ドイツ特命全権大使。1934年アメリカ化学者協会ゴールドメダル、1943年ベンジャミン・フランクリン・メダル、1944年プリーストリー賞を受賞。
退任後は『アメリカ高校教育の現状』を執筆して教育問題に係るようになった。1961年に初来日、東京や大阪で教育問題について講演を行い、日本の教育関係者と意見交換を行った。1978年、ニューハンプシャー州ハノーバーの療養先で死去。84歳。